# Hana Kotková
Hana Kotková (3. května 1967 v Olomouci) je česká houslistka.

## Život
Pochází ze starého rodu moravských lidových hudebníků, kteří byli ve své době přímým studijním zdrojem Leoše Janáčka.
Studovala na ostravské konzervatoři u Vítězslava Kuzníka, poté na Akademii múzických umění v Praze u Josefa Vlacha, Jiřího Nováka a Ivana Štrause. Poté studovala na Menuhinově akademii ve švýcarském Gstaadu u Alberta Lysého a Yehudiho Menuhina. Navštěvovala mistrovské kurzy u Wolfganga Marschnera, Josefa Gringolda a Pierra Amoyala. Veřejně debutovala s orchestrem v devíti letech, kdy hrála Vivaldiho koncerty. Jako velmi mladá laureátka Kocianova Ústí získala v 18 letech první cenu v Beethovenově soutěži v Hradci nad Moravicí a v roce 1997 v Mezinárodní hudební soutěži Pražské jaro.
Matka dvou dívek, Dagmar (1998) a Karolíny (2003), žije již mnoho let ve Švýcarsku, nedaleko Lugana.

### Aktivity
Mezinárodní kariéra Hany Kotkové zahrnuje sólovou i komorní hudbu. Kromě velkého klasického repertoáru se věnuje také hudbě 20. století a hudbě současné. Jako sólistka se představila na mnoha premiérových vystoupeních.
Na začátku roku 2000 hrála ve Smetanově triu v Praze. Dnes je členkou Tria des Alpes. V roce 2002 byla pozvána Martou Argerich k účasti na jejím projektu Martha Argerich Project v Luganu.
Od roku 2003 je pravidelným hostem na bienále nové hudby Ostravské dny.
V roce 2005 reprezentovala Českou republiku na světové výstavě Expo v japonském Aiči se Symfonickým orchestrem hl. m. Prahy FOK.
V roce 2011 debutovala v newyorské Carnegie Hall jako sólistka v koncertu pro housle a orchestr Riti neurali Luca Francesconiho a v následujícím roce byla protagonistkou prvního amerického provedení Violin and Orchestra Mortona Feldmana v newyorském Lincolnově centru ("Hana Kotková, vynikající sólistka, hrála s duchem a nuancemi, zrádné mikrotonální pasáže zvládala s půvabnou lehkostí" napsal při té příležitosti kritik Steve Smith v New York Times).
Se svým Kotková Ensemble (formace s proměnlivou geometrií) se účastnila speciálních projektů na různých festivalech, kde hrála díla klasického i současného repertoáru, a to i s využitím počítačů a live-elektroniky.

### Výuka
Vyučuje hru na housle na Conservatorio della Svizzera italiana v Luganu. Vedla také několik mistrovských kurzů v Evropě a ve Spojených státech.

### Záznamy a videa
Nahrávala pro Studio Matouš, Forlane, Lotos a Dynamic. Pro švýcarskou televizi natočila několik videozáznamů, včetně kompletního provedení sonát Eugèna Ysaÿe. Dokumenty jí věnovaly Švýcarská televize a Česká televize.

## Ocenění
- Cena Nadace Pražského jara (1997)
- Cena hlavního města Prahy (1997)
- Cena Gideona Kleina (1997)
- Cena Supraphonu (1997)
- Cena Jantar za klasickou hudbu a zvláštní zásluhy v oblasti současné hudby (2022)